# حمام لتگاه
حمام لتگاه مربوط به دوره قاجار است و در شهرستان بهار، بخش لاله جین، دهستان مهاجران، روستای لتگاه واقع شده و این اثر در تاریخ ۱۵ دی ۱۳۸۷ با شمارهٔ ثبت ۲۴۳۲۲ به‌عنوان یکی از آثار ملی ایران به ثبت رسیده است.